# Marcelo Henriques
Marcelo Henriques (São Paulo, 13 de fevereiro de 1982) é um automobilista brasileiro. Foi criado desde pequeno na cidade de Juiz de Fora, em Minas Gerais.
Iniciou sua carreira aos 20 anos quando, pela primeira vez, competiu em um campeonato de kart amador. Foi Campeão da Copa FBK de Kart na Argentina, Campeão Sul Americano de Rental Kart e Campeão Paulista de Kart na Granja Viana em 2006, além de estar no pódio de duas etapas do Campeonato Paulista de Stock Jr em 2010. Em 2011 participou do Campeonato de Legends Cars na divisão da Flórida, nos Estados Unidos. Em 2017, foi Campeão Paulista da Formula Inter, o campeonato anual protocolar, e tomou o cinturão do campeonato principal da categoria vencendo o 12° round no início de 2018. Em dezembro de 2018 se tornou Bicampeão vencendo o campeonato pelo segundo ano seguido. Marcelo Henriques competiu na Sprint Race Brasil em 2019 e foi Campeão Nacional pela categoria ProAm na GT Sprint Race em 2020.

## Trajetória esportiva

### Início no Kart
Marcelo iniciou sua carreira no campeonato da ACKA em 2003, um clube de kart amador na Argentina, onde morava na época. Em 2005 venceu o Campeonato Sul-Americano de Kart Amador, realizado no Kartódromo de Zárate, a 70 quilômetros de Buenos Aires.

### Campeonato Paulista de Kart da Granja Viana
Em 2006, se mudou para São Paulo para competir no kartismo profissional disputando seu primeiro ano em karts com motor de dois tempos. Venceu o Campeonato Paulista no Kartódromo Internacional Granja Viana pela categoria Stock 125 no seu ano de estreia. Em 2007 participou da tradicional corrida de kart, as 500 Milhas da Granja Viana.

### Stock Jr.
Em 2010 correu suas primeiras corridas fora do kart, no Campeonato Paulista de Stock Jr. obtendo dois pódios e mostrando uma rápida adaptação aos carros de turismo.

### US Legend Cars
Marcelo disputou 10 corridas na US Legend Cars, na divisão da Flórida, nos Estados Unidos em 2011. Estava em sexto lugar no campeonato, quando sofreu uma fratura no osso escafoide da mão esquerda em uma corrida, o que o fez voltar ao Brasil.

### Formula Inter[9]

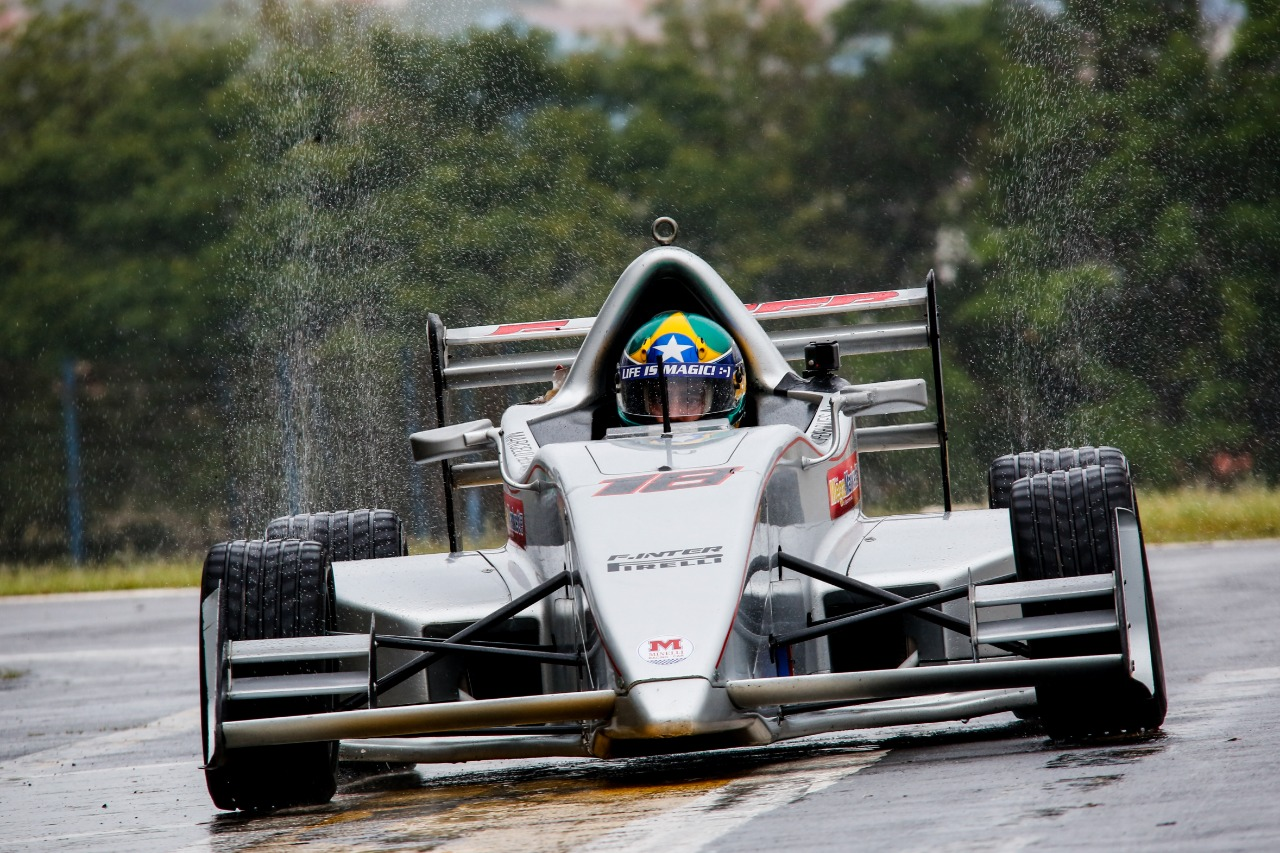
Marcelo Henriques durante o 20° Round da Formula Inter, em Londrina, 2018.

Marcelo Henriques teve uma estreia consistente na categoria, onde conquistou a primeira pole position da história e venceu logo no 2º Round. Conquistou oito pole-positions em oito Rounds, o que lhe rendeu o apelido de "Mr. Poleman" entre seus companheiros, tendo sido consistentemente o mais rápido nos treinos classificatórios. Em 20 corridas foram 15 pole positions e 9 vitórias, o que lhe rendeu o cinturão de campeão da Formula Inter na primeira corrida de 2018. Tornou-se bicampeão da categoria ao vencer o campeonato protocolar em 2017 e 2018.
- Corrida em negrito significa pole position; corrida em itálico significa volta mais rápida.

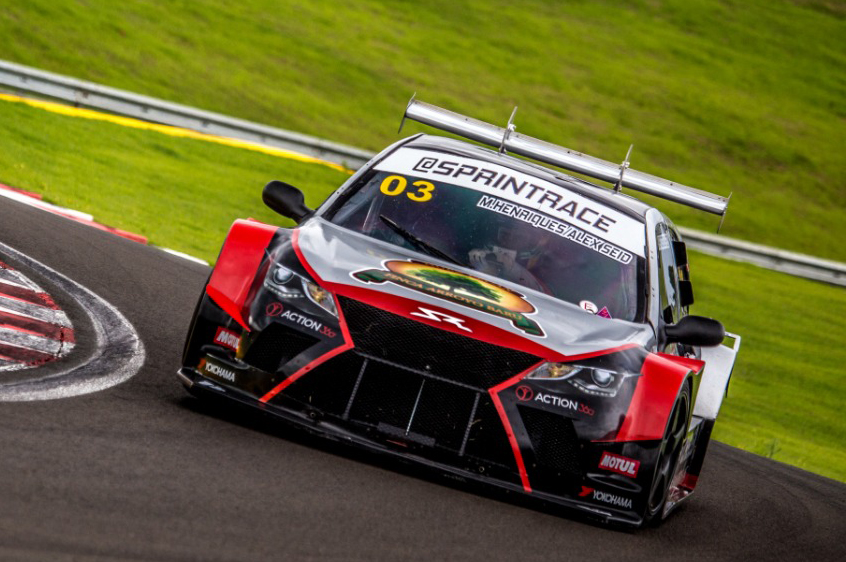
Marcelo Henriques durante a penúltima etapa de 2019 da Sprint Race, no Autódromo Velo Città.

- Ret = Abandonou a corrida.
- NP = Não participou.

| Ano  | 1       | 2      | 3       | 4      | 5       | 6      | 7      | 8      | 9       | 10     | Classificação | Pontos |
| ---- | ------- | ------ | ------- | ------ | ------- | ------ | ------ | ------ | ------- | ------ | ------------- | ------ |
| 2016 | INT Ret |        |         |        |         |        |        |        |         |        | —             | —      |
| 2017 | INT 1°  | INT 3° | INT Ret | INT 1° | INT Ret | INT 1° | INT 1° | INT 4° | PIR 6°  | INT 1° | Campeão       | 243    |
| 2018 | INT 1°  | INT 1° | INT 4°  | INT 2° | INT 1°  | INT NP | VEL 3° | LON 1° | INT Ret |        | Campeão       | 212    |

### Sprint Race
Marcelo Henriques estreou na categoria em março de 2019, no Autódromo de Londrina. Em seu primeiro ano conseguiu resultados expressivos como a Super Pole de 2019 e a Pole Position geral no Autódromo do Velo Città. 

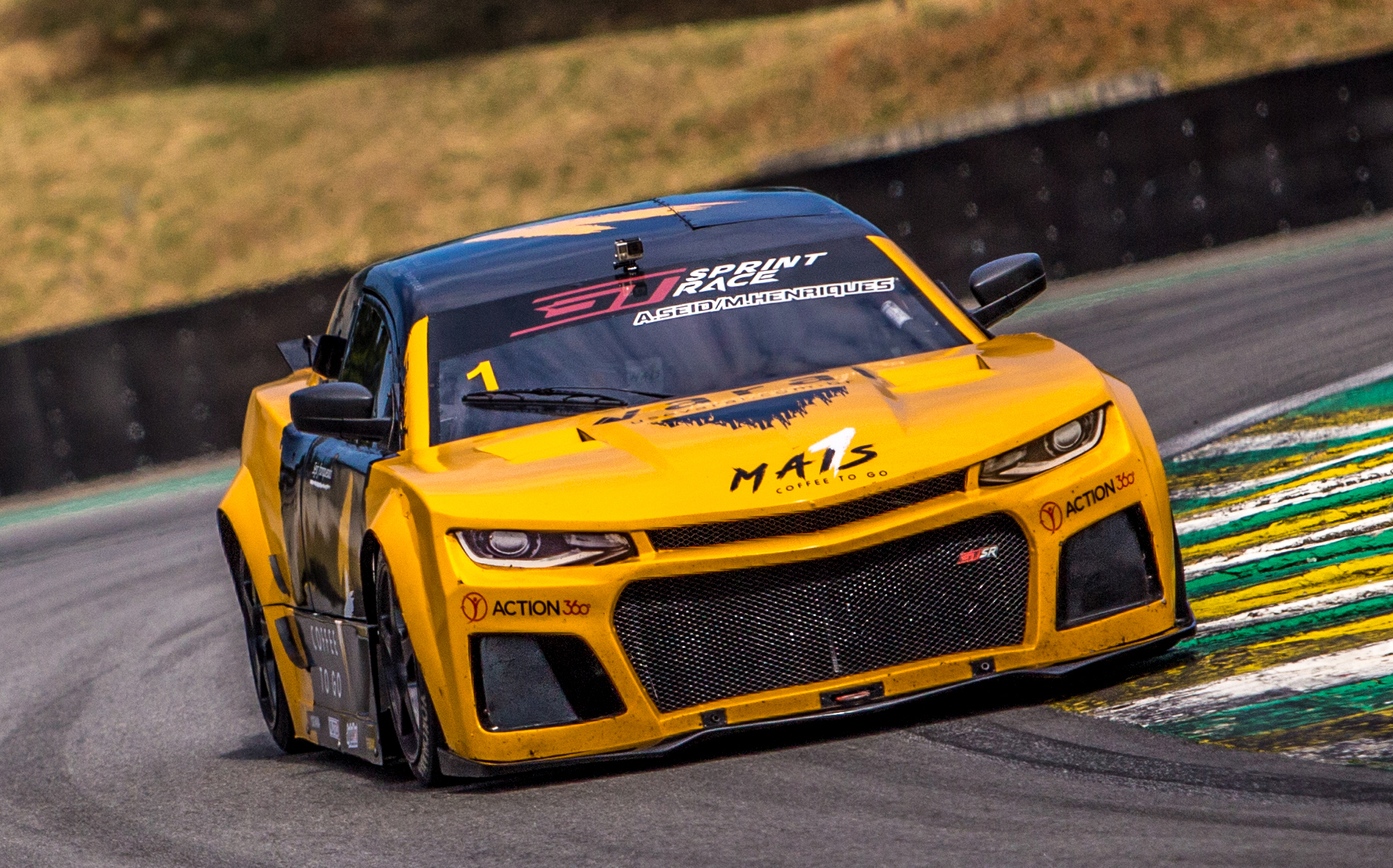
Marcelo Henriques durante a penúltima etapa de 2020 da GT Sprint Race, no Autódromo José Carlos Pace.

### GT Sprint Race
Em 2020 Marcelo Henriques se manteve competindo na categoria, que a partir de então passou a se chamar GT Sprint Race, cujos carros, com chassi tubular em inox, ganham o visual dos muscle cars norte-americanos (Ford Mustang e Chevrolet Camaro); motorização seis cilindros 3.6 de 300cv; suspensão independente nos dois eixos e câmbio sequencial Sadev. Após um campeonato consistente com 3 pole position e 2 vitórias no Autódromo José Carlos Pace e no Autódromo do Velo Città, Marcelo se coroou Campeão Nacional da categoria ProAm ao final daquele ano.

## Vida pessoal

### Superação
Em 2008, Marcelo se preparava para iniciar seu terceiro ano no Campeonato Paulista de Kart da Granja Viana, quando o cabo de freio de seu kart estourou no final da reta em um treino uma semana antes de sua estreia no campeonato, sofrendo uma fratura no pé. Naquele ano, somente realizou treinos esporádicos. No fim de 2008, já recuperado, foi fazer um intercâmbio Work Experience na cidade de Sarasota, Flórida, nos Estados Unidos onde foi atropelado sofrendo uma grave fratura na tíbia, fíbula e no tornozelo. Após duas cirurgias, a inserção definitiva de placas e parafusos e vários meses de fisioterapia, Marcelo se recuperou e voltou a pilotar em 2010, novamente no Campeonato Paulista do Kartódromo Internacional Granja Viana.

### A Volta ao Mundo em 365 dias
Em 2015, antes de se transferir para a Formula Inter, realizava uma viagem de mochilão pelo mundo, o que lhe rendeu o apelido inicial de "Mochileiro" entre seus colegas de pista. Marcelo percorreu 41 países em 11 meses: Espanha, Portugal, Marrocos, África do Sul, Botswana, Zimbabwe, Zâmbia, Malawi, Tanzânia, Quénia, Etiópia, Egito, Jordânia, Israel, Turquia, Grécia, Bulgária, Sérvia, Bósnia e Herzegovina, Montenegro, República da Macedônia, Holanda, República da Irlanda, Inglaterra, França, Bélgica, Alemanha, Rússia, República Checa, Polônia, Hungria, Áustria, Croácia, Eslovênia, Itália, Vaticano, Mônaco, Emirados Árabes Unidos, Índia, Nepal, Tailândia.
Ainda faltando quatro meses para completar a viagem, surgiu a oportunidade de correr na Formula Inter e com isso voltou ao Brasil para realizar seu sonho.